# Keresztúri Ferenc (orvos)
Keresztúri Ferenc, Keresztury (Sárospatak, 1739. május 28. – Moszkva, 1811. február 16.) orvos, egyetemi tanár.

## Életrajza
Kisnemesi családban született. 1756-tól 1762-ig Sárospatakon a Református Kollégiumban tanult, majd kivándorolt Oroszországba, ahol a Moszkvai Kórház mellett működő orvosi iskola hallgatója lett. 1764-ben szerzett orvos-sebészi oklevelet, 1765-től a moszkvai egyetemen boncnok, 1777-ben az anatómia és sebészet rendkívüli, majd rendes tanára lett.
1811-ben, 76 éves korában hunyt el, Moszkvában.

## Munkássága
1804-ben ő alapította az első orosz orvostudományi társaságot. Tudományos munkáiban a korabeli metafizikai felfogással szemben a fejlődés elvét vallotta. Jelentősek az érzékelésről, az élettani kísérletekről és az orvosi rendészetről írt munkái.